# Relaciones Guinea Ecuatorial-Portugal
Las relaciones Guinea Ecuatorial-Portugal son las relaciones bilaterales entre Guinea Ecuatorial y Portugal. Ambos países establecieron relaciones en 1977.
Ambos son miembros de la Comunidad de Países de Lengua Portuguesa.

## Historia

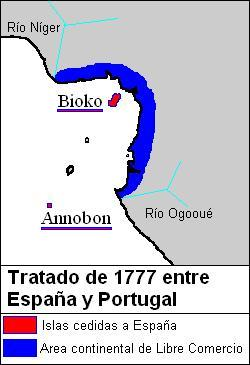
Mapa del acuerdo luso-español de 1777

### Antes de 1968
La isla deshabitada de Annobón (portugués: Ano-Bom) fue descubierta el 1 de enero de 1472 por los marineros portugueses Pedro Escobar y João de Santarém. Ese mismo año, Fernão do Pó descubrió para Portugal lo que hoy es la isla de Bioko. La isla de Corisco había sido parte del imperio colonial portugués desde alrededor de 1470 . Portugal también reclamó el territorio continental de Guinea Ecuatorial, ahora conocido como Mbini.
Con el Tratado de San Ildefonso y el posterior Tratado de El Pardo, Portugal cedió sus posesiones en el golfo de Guinea a España en 1777/1778. Esto significó que la actual Guinea Ecuatorial ya no formaba parte del imperio portugués. Sin embargo, al menos en Annobón, los españoles no pudieron romper la resistencia local. La isla entonces fue administrada de facto desde la cercana posesión portuguesa de Santo Tomé y Príncipe. La lengua criolla local de origen portugués Fá d'Ambô (portugués: Falar de Ano-Bom ) se remonta a este período.
En el siglo XIX, España hizo valer sus derechos en todas sus posesiones en el Golfo de Guinea. En 1909, estos territorios se unieron para formar los Territorios Españoles del Golfo de Guinea , también conocida internacionalmente como Guinea Española.
El país se independizó como República de Guinea Ecuatorial en 1968.

### 1968-presente
Guinea Ecuatorial y Portugal mantienen relaciones diplomáticas desde el 9 de marzo de 1977. Por primera vez se acreditó una representación portuguesa en Malabo, la capital de Guinea Ecuatorial, el 18 de febrero de 1997, continuando representada por el embajador de Portugal en Santo Tomé y Príncipe.
En 2007, Guinea Ecuatorial adoptó el portugués como tercer idioma oficial. En 2014, el país se convirtió en el noveno miembro de la Comunidad de Países de Habla Portuguesa. Espera lograr una mejor integración regional y una cooperación más fuerte con los cinco estados africanos cuyo idioma oficial es el portugués.
En marzo de 2015, el ministro de Asuntos Exteriores de Portugal, Luís Campos Ferreira, anunció el establecimiento de una embajada portuguesa en Malabo.El edificio en Malabo, que albergará la Embajada de Portugal, fue inaugurado el día de la fiesta nacional portuguesa, el 10 de junio de 2016.

## Misiones diplomáticas residentes
- Guinea Ecuatorial tiene una embajada en Lisboa.
- Portugal no tiene embajada en Guinea Ecuatorial, pero tiene un consulado honorario en Malabo, y está acreditada a su embajada en Santo Tomé y Príncipe.

## Comercio
En Guinea Ecuatorial, rica en petróleo, viven alrededor de 500 ciudadanos portugueses, principalmente empresarios de los sectores de la construcción, la inversión y la formación. En particular, el auge de la construcción provocado por el amplio programa de infraestructuras Horizontes 2020 financiado por las exportaciones de petróleo, aprobado en 2007, atrajo a empresas portuguesas a Guinea Ecuatorial, además de empresas chinas, surcoreanas, brasileñas, francesas y marroquíes. Para poder hacer negocios en el país se requiere la constitución de una empresa local con participación local.
En diciembre de 2016, Portugal y Guinea Ecuatorial acordaron aumentar la cooperación en la agricultura de Guinea Ecuatorial, como parte de los esfuerzos del país para diversificar su economía. Ahora se redactará un acuerdo oficial basado en diversas iniciativas y sugerencias de las empresas.
En 2015, Guinea Ecuatorial importó bienes y servicios de Portugal por valor de 116,9 millones de euros (2014: 82,3 millones, 2013: 74,2 millones, 2012: 44,3 millones, 2011: 42,6 millones), de los cuales el 29,6% fueron maquinaria, el 26,7% metales y el 21,4%. % eran minerales y minerales.
Durante el mismo período, Portugal importó bienes y servicios de Guinea Ecuatorial por valor de 220,8 millones de euros (2014: 142,1 millones, 2013: 188,7 millones, 2012: 339,2 millones, 2011: 106,7 millones), casi exclusivamente (99,7%) combustibles y. otros productos derivados del petróleo.
Esto convierte a Guinea Ecuatorial en el destino del 0,16% (2014: 0,12%, 2013: 0,11%, 2012: 0,07%, 2011: 0,07%) de las exportaciones de Portugal y el país de origen del 0,31% (2014: 0,21%, 2013: 0,29%). %, 2012: 0,53%, 2011: 0,16%) de las importaciones de Portugal.